# 拉維多利亞 (亞馬遜省)
0°3′5″N 71°13′22″W / 0.05139°N 71.22278°W

拉維多利亞（西班牙語：La Victoria），是哥倫比亞的城鎮，位於該國南部亞馬遜省，東面是帕科阿，西北面是索拉諾，南面是米里蒂-帕拉納，面積1,443平方公里，2005年人口880。